# OpenBSD
OpenBSD — UNIX-подібна операційна система, що бере своє коріння із Berkeley Software Distribution (BSD), варіанта UNIX, створеного в Університеті Берклі, Каліфорнія. При розвитку OpenBSD основна увага приділяється переносимості (підтримується 21 апаратна платформа), стандартизації, коректній роботі, активній безпеці й інтегрованим криптографічним засобам.
Крім безпосередньо операційної системи, проєкт OpenBSD відомий своїми компонентами, які набули поширення в інших системах і зарекомендували себе як одні з найбезпечніших і якісних рішень. Серед них: OpenSSH, пакетний фільтр PF, демони маршрутизації OpenBGPD і OpenOSPFD, NTP-сервер OpenNTPD, поштовий сервер OpenSMTPD, мультиплексор текстового термінала (аналог GNU screen) tmux, демон identd з реалізацією протоколу IDENT, BSDL-альтернатива пакета GNU groff — mandoc, протокол для організації відмовостійких систем CARP (Common Address Redundancy Protocol).

## Історія
Наприкінці 1995 року, Тео де Раадт, один з засновників проєкту NetBSD і один з його головних розробників, після конфлікту з іншими розробниками, який призвів до втрати ним прав комітера (тобто прав безпосередньо вносити зміни до програмного коду), заснував свій власний проєкт операційної системи, названої OpenBSD, на базі коду тодішньої поточної версії (1.0) NetBSD.